# Stine Bodholt Nielsen
Stine Bodholt Nielsen (født 8. november 1989 i Aabenraa) er en kvindelig dansk håndboldspiller, der spiller for danske HH Elite i Damehåndboldligaen. Hun kom til klubben i 2021. Hun har tidligere optrådt for Skive fH, Team Esbjerg, Viborg HK og senest franske Nantes Atlantique Handball. Hun var også en fast del af Danmarks kvindehåndboldlandshold, under Klavs Bruun Jørgensen.
Hun er tvillingesøster til, tidligere håndboldspiller Sidsel Bodholt Nielsen.

## Karriere

### Klubhold
Stine Bodholt's første professionele klub var Viborg HK, i 2006. I 2008, hun til ligarivalerne fra  Skive fH, sammen med sin tvillingsøster Sidsel Bodholt Nielsen. I sæsonen 2014/15 skiftede hun så til topklubben Team Esbjerg. Med Team Esbjerg vandt hun det danske mesterskab i 2016. I sommeren 2016, vendte hun tilbage til Viborg HK. I perioden 2019 til 2021, optrådte hun i den franske ligaklub Nantes Atlantique Handball. Hun meddelte i august 2020, hendes graviditet og fik efterfølgende hendes kontrakt ophævet, med den franske klub. I januar 2021, blev annonceret, at hun havde skrevet en 3-årig kontrakt med den danske ligaklub HH Elite.

### Landshold
Hun debuterede på det danske landshold i 2014, i en kamp mod Brasilien. Hun fik sin første slutrundedebut ved VM på hjemmebane i 2015, hvor hun i alt scorede ni mål. Hun har siden VM i 2015, været med ved fire slutrunder for Danmark.

## Meritter

### Klubhold

#### Viborg HK
- Danmarksmesterskabet:
  -  Guld: 2008
  -  Sølv: 2007
  -  Bronze: 2018
- DHF's Landspokalturnering:
  -  Guld: 2007
  -  Guld: 2008

#### Team Esbjerg
- Danmarksmesterskabet:
  -  Guld: 2016
  -  Sølv: 2015
- Super Cup:
  -  Guld: 2015